# Subjetividade
Subjetividade é entendida como o espaço íntimo do indivíduo, ou seja, como ele "instala" a sua opinião ao que é dito (mundo interno) com o qual ele se relaciona com o mundo social (mundo externo), resultando tanto em marcas singulares na formação do indivíduo quanto na construção de crenças e valores compartilhados na dimensão cultural que vão constituir a experiência histórica e coletiva  dos grupos e populações. A psicologia social utiliza frequentemente esse conceito de subjetividade e seus derivados como formação da subjetividade ou subjetivação. Etimologia: do latim subjectivus (subicere: “colocar sob” + jacere: “atirar, jogar, lançar”).
A subjetividade na psicologia foi conceituada a partir das inquietações do sujeito, de modo que pensadores foram levados a sintetizar a questão na contraposição entre características internas e externas. A Gestalt, teoria do fim do século XX, considera o comportamento humano como um todo possuidor de unidade, sendo uma das escolas que intensificou o interesse nos estudos do desenvolvimento da personalidade.
A subjetividade é o mundo interno de todo e qualquer ser humano. Este mundo interno é composto por emoções, sentimentos e pensamentos.
Na teoria do conhecimento, a subjetividade é o conjunto de ideias, significados e emoções que, por serem baseados no ponto de vista do sujeito, são influenciados por seus interesses e desejos particulares. Tem como oposto a objetividade, que se baseia em um ponto de vista intersubjetivo, isto é, que pode ser verificável por diferentes sujeitos.
Do ponto de vista da sociologia, a subjetividade se refere ao campo de ação e representação dos sujeitos – sempre condicionados a circunstâncias históricas, políticas e culturais.
Através da nossa subjetividade construímos um espaço relacional, ou seja, nos relacionamos com o "outro". Este relacionamento nos insere dentro de esferas de representação social em que cada sujeito ocupa seu papel de agente dentro da sociedade. Estes sujeitos desempenham papeis diferentes de acordo com o ambiente e a situação em que se encontram, o que segundo Goffmam pode ser interpretado como ações de atores sociais. Somente a subjetividade contempla, coordena e conhece estas diversas facetas que compõem o indivíduo.
O campo das psicologias confronta-se cada vez mais com as exigências éticas colocadas pela necessidade de reconhecimento da alteridade como elemento constitutivo das subjetividades singulares.
As diferenças nos modos de subjetivação e constituição das subjetividades relacionam-se com a dimensão ética na medida em que esta sistematiza e justifica racionalmente um determinado código ou padrão de conduta, um determinado quadro de normas e valores e uma determinada postura a ser ensinada aos e exigidas dos sujeitos. As éticas, portanto, são como dispositivos "ensinantes" de subjetivação: elas efetivamente sujeitam os indivíduos, ensinando, orientando, modelando e exigindo a conversão dos homens em sujeitos morais historicamente determinados.
Segundo Nelson Coelho Junior, deve-se levar em conta quatro dimensões nos processos de constituição da subjetividade. São denominadas matrizes da experiência intersubjetiva. A primeira matriz, intersubjetividade transubjetiva, emerge das propostas filosóficas que valorizam as modalidades pré-subjetivas de existência. É a experiência de um solo de acolhimento e sustentação, em que a alteridade surge como constituinte das experiências subjetivas, não por oposição e confronto, mas por seu caráter de inclusão primordial. Na segunda matriz, intersubjetividade traumática, o outro não só precede o eu, como sempre o excede. O fato do outro sempre exceder o eu é por sua vez inevitavelmente traumático. A terceira matriz que é denominada intersubjetividade interpessoal, parte da experiência do reconhecimento entre indivíduos. Trata-se de uma interação concreta entre organismos já diferenciados, funcionando em um plano individual ou interindividual. A quarta matriz, a intersubjetividade intrapsíquica, em que se encontraram fundamentalmente as contribuições psicanalíticas, inclui o estudo das experiências "intersubjetivas" estabelecidas no "interior" das subjetividades.